# Glacera de Milam
La glacera de Milam és una de les principals glaceres de l'Himàlaia de Kumaon, a l'estat d'Uttarakhand, a l'Índia.
Es troba al tehsil de Munsiyari, part del districte de Pithoragarh de l'estat d'Uttarakhand, a uns 15 quilòmetres al nord-est de Nanda Devi. L'altitud oscil·la entre els 5.500 metres i els 3.870 metres a la seva part baixa. La seva superfície és d'uns 37 km² i té 16 km de llargada.
L'accés a la glacera es va reobrir l'any 1994. S'havia tancat l'any 1962, de manera que era inaccessible per als excursionistes i altres visitants. Ara és una destinació popular entre els excursionistes. L'època adequada per visitar la glacera és des de mitjans de març a maig. Els monsons del mes de juny anuncien l'amenaça d'esllavissades i talls de carreteres.
La glacera de Milam està situada al vessant orientat al sud de la serralada principal de l'Himàlaia. S'origina al vessant oriental de Trishuli i al vessant sud de la seva filial oriental Kohli. Les glaceres subsidiàries que surten dels cims del Hardeol (7.151 m), Mangraon (6.568 m), Deo Damla (6.637 m) i Sakram (6.254 m), a la vora oriental del Santuari Nanda Devi, hi desemboquen des de l'oest, mentre que a l'est hi aflueixen les glaceres que s'inicien al Nanda Gond (6.315 m) i al Nanda Pal (6.306 m). La glacera és la font del riu Goriganga. El poble de Milam es troba prop del musell de la glacera; Munsiyari, més avall a la vall de Goriganga, és la base dels trekkings cap a la glacera.